# Hajnsko
Hajnsko – wieś w Słowenii, w gminie Šmarje pri Jelšah. W 2018 roku liczyła 137 mieszkańców.